# Psenes
Psenes là một loài cá biển trong họ cá Nomeidae. Chúng thuộc nhóm cá biển khơi.

## Từ nguyên
Psenes có nguồn gốc từ tiếng Hy Lạp cổ psenos nghĩa là không lông, hói.

## Các loài
Hiện tại 5 loài được công nhận trong chi này:
- Psenes arafurensis Günther, 1889 (Banded driftfish)
- Psenes cyanophrys Valenciennes, 1833 (Freckled driftfish)
- Psenes maculatus Lütken, 1880 (Silver driftfish)
- Psenes pellucidus Lütken, 1880 (Bluefin driftfish)
- Psenes sio Haedrich, 1970 (Twospine driftfish)